# لوون جولفالاکیان
لوون آرسنی جولفالاکیان (ارمنی: Լեւոն Արսենի Ջուլֆալակյան؛ زاده ۵ آوریل ۱۹۶۴ در لنیناکان) کشتی‌گیر بازنشسته رشته رشته فرنگی اهل ارمنستان است.

## زندگی‌نامه

### تحصیلات
جولفالاکیان از «مؤسسه آموزشی دولتی گیومری» فارغ‌التحصیل شده‌است.

### زندگی حرفه‌ای ورزشی
وی در سال ۱۹۸۵ به عضویت تیم ملی کشتی اتحاد شوروی درآمد. وی در بازی‌های المپیک تابستانی ۱۹۸۸ سئول موفق شد در وزن ۶۸ کیلوگرم رشته کشتی فرنگی به مدال طلا دست یابد. لوون جولفالاکیان همچنین در سایر رقابت معتبر جهانی همچون مسابقات قهرمانی کشتی جهان و مسابقات قهرمانی کشتی اروپا صاحب مدال طلا نیز شده‌است.

### زندگی شخصی
وی هم‌اکنون در شهر ایروان زندگی می‌کند و صاحب دو فرزند پسر است. فرزند بزرگ وی، آرسن جولفالاکیان عضو تیم ملی کشتی فرنگی ارمنستان در بازی‌های المپیک تابستانی ۲۰۱۲ لندن بود که صاحب مدال نقره در این رقابت‌ها شد.

### جوایز و افتخارات
وی در سال ۱۹۸۸ به عنوان «استادی ورزشی اتحاد شوروی» مفتخر شد.